# Inspektorat Skierniewice Armii Krajowej
Inspektorat Skierniewice AK – struktura terenowa Podokręgu Zachodniego Armii Krajowej.

## Struktura organizacyjna
Organizacja w 1944:
- Obwód Skierniewice Armii Krajowej
- Obwód Łowicz Armii Krajowej

## Inspektorzy
- mjr/ppłk Wacław Ptaszyński „Walery”[2]